# Charniodiscus
Charniodiscus é um gênero do período Ediacarano que em vida provavelmente foi um organismo filtrador estacionário que viveu ancorado no oceano. O organismo tinha um ponto de apoio, talo e folhagem. O fixador tinha formato bulboso e o talo era flexível. A folhagem era segmentada e tinha uma ponta pontiaguda. Havia duas formas de crescimento: uma com haste curta e fronde larga e outra com haste longa, elevando uma fronde menor cerca de 50 centímetros acima do fixador. Embora o organismo se assemelhe superficialmente a cnidários, provavelmente não é um animal desse grupo.

## Descoberta
Charniodiscus foi encontrado pela primeira vez na Floresta de Charnwood na Inglaterra, e nomeado por Trevor D. Ford em 1958. O nome é derivado do fato de que Ford descreveu um holdfast consistindo apenas de um círculo concêntrico duplo, com sua espécie sendo chamada C. concentricus. Mais tarde, foi descoberto que uma fronde (Charnia masoni) fazia parte de um organismo intimamente relacionado. Charnia difere na estrutura ramificada na folhagem. Espécimes de Charniodiscus são conhecidos em todo o mundo. As espécies são distinguidas pelo número de segmentos, pela presença ou ausência de espinhos distais e pelas proporções de formato.